# Bratac Mali
Bratac je hrid u otočju Vrhovnjaci. Hrid je, uz otočić Bratac (samo 10-ak metara istočno), najzapadniji otok u otočju, a nalazi se oko 10.4 km istočno od Lastova. 
Dimenzije hridi su otprilike 17 x 6 metara, a visina oko 2 metra.